# Фильмография Элвиса Пресли
Данная фильмография Элвиса Пресли включает все художественные фильмы (31) с участием певца; документальные фильмы, снятые при его жизни; концерты и шоу, предназначавшиеся для ТВ и вышедшие затем на видео; официальные (при участии компании Пресли) документально-биографические фильмы, видеосборники и концерты, вышедшие после смерти.
| Год  | Русское название                    | Оригинальное название                            | Примечания |
| ---- | ----------------------------------- | ------------------------------------------------ | --- |
| 1956 | Люби меня нежно                     | Love Me Tender                                   | Художественный фильм |
| 1957 | Любить тебя                         | Loving You                                       | Художественный фильм |
| 1957 | Тюремный рок                        | Jailhouse Rock                                   | Художественный фильм |
| 1958 | Кинг Креол                          | King Creole                                      | Художественный фильм |
| 1960 | Солдатский блюз                     | G. I. Blues                                      | Художественный фильм |
| 1960 | Пылающая звезда                     | Flaming Star                                     | Художественный фильм |
| 1961 | Дикарь                              | Wild in the Country                              | Художественный фильм |
| 1961 | Голубые Гавайи                      | Blue Hawaii                                      | Художественный фильм |
| 1962 | Следуй мечте                        | Follow That Dream                                | Художественный фильм |
| 1962 | Кид Галахад                         | Kid Galahad                                      | Художественный фильм |
| 1962 | Девушки! Девушки! Девушки!          | Girls! Girls! Girls!                             | Художественный фильм |
| 1963 | Это случилось на всемирной выставке | It Happened at the World’s Fair                  | Художественный фильм |
| 1963 | Веселье в Акапулько                 | Fun In Acapulco                                  | Художественный фильм |
| 1964 | Целующиеся кузены                   | Kissin' Cousins                                  | Художественный фильм |
| 1964 | Да здравствует Лас-Вегас!           | Viva Las Vegas                                   | Художественный фильм |
| 1964 | Рабочий по найму                    | Roustabout                                       | Художественный фильм |
| 1965 | Девушка счастлива                   | Girl Happy                                       | Художественный фильм |
| 1965 | Пощекочи меня                       | Tickle Me                                        | Художественный фильм |
| 1965 | Каникулы в гареме                   | Harum Scarum                                     | Художественный фильм |
| 1966 | Фрэнки и Джонни                     | Frankie and Johnny                               | Художественный фильм |
| 1966 | Парадиз по-гавайски                 | Paradise, Hawaiian Style                         | Художественный фильм |
| 1966 | Выходные в Калифорнии               | Spinout                                          | Художественный фильм |
| 1967 | Легко пришло, легко ушло            | Easy Come, Easy Go                               | Художественный фильм |
| 1967 | Двойная проблема                    | Double Trouble                                   | Художественный фильм |
| 1967 | Пикник у моря                       | Clambake                                         | Художественный фильм |
| 1968 | Вали отсюда, Джо                    | Stay Away, Joe                                   | Художественный фильм |
| 1968 | Спидвей                             | Speedway                                         | Художественный фильм |
| 1968 | Немного жизни, немного любви        | Live A Little, Love A Little                     | Художественный фильм |
| 1968 | Элвис                               | Elvis                                            | Телешоу для канала NBC, известное также как «'68 Comeback Special» (в 2004 г. на DVD вышла полная запись всех съёмок шоу).                                                                    |
| 1969 | Чарро!                              | Charro!                                          | Художественный фильм |
| 1969 | Неприятности с девушками            | The Trouble With Girls                           | Художественный фильм |
| 1969 | Смена привычки                      | Change of Habit                                  | Художественный фильм |
| 1970 | Элвис: Дело обстоит так             | Elvis: That’s The Way It Is                      | Документальный фильм (съёмки в студии и на концертах; в 2001 г. на DVD вышла новая версия фильма)                                                                                             |
| 1972 | Элвис на гастролях                  | Elvis On Tour                                    | Документальный фильм (съёмки в студии и на концертах) |
| 1973 |                                     | Aloha From Hawaii                                | Телешоу для канала NBC (прямая трансляция концерта из Гонолулу 14 января 1973 г.; в 2004 г. на DVD вышла полная запись всех съёмок шоу, включая репетиции)                                    |
| 1977 |                                     | Elvis In Concert                                 | Телешоу для канала CBS, записанное с двух концертов в Омахе и Рапид-сити в июне 1977 г. (шоу было показано один раз в октябре 1977 г. и с тех пор остаётся недоступным на лицензионном видео) |
| 1981 | Это Элвис                           | This Is Elvis                                    | Документально-биографический фильм |
| 1985 | Элвис ’56                           | Elvis' 56                                        | Сборник телевыступлений и записей с концертов 1956 г. |
| 1985 |                                     | One Night With You                               | Съёмки, не вошедшие в трансляцию телешоу для канала NBC, известного как «'68 Comeback Special» (в 2004 г. на DVD вышла полная запись всех съёмок шоу).                                        |
| 1990 |                                     | The Great Performances                           | Хронологический сборник телевыступлений, отрывков из кино и концертов (в 1992 г. вышла новая версия этого фильма, с участием Присциллы Пресли в качестве ведущей)                             |
| 1992 |                                     | The Lost Performances                            | Киносъёмки, не вошедшие в своё время в фильмы «That’s The Way It Is» и «Elvis On Tour» |
| 1993 |                                     | Elvis In Hollywood                               | Документальный фильм с первых киноработах Пресли в Голливуде в 1950-х гг. |
| 1996 |                                     | The Alternate Aloha Concert                      | Подготовительный концерт для телешоу на канале NBC «Aloha From Hawaii», снятый в Гонолулу 12 января 1973 г. (в 2004 г. на DVD вышла полная запись всех съёмок шоу, включая эти репетиции)     |
| 1999 |                                     | He Touched Me: The Gospel Music Of Elvis Presley | Документальный фильм о музыке «госпелз» в творчестве Пресли |
| 2005 | Пресли от лица семьи Пресли         | Elvis By The Presleys                            | Документально-биографический фильм с участием Присциллы и Лизы-Мари Пресли |